# Sonora Sinaloa
Sonora Sinaloa är en ort i Mexiko.   Den ligger i kommunen Huatabampo och delstaten Sonora, i den västra delen av landet, 1 300 km nordväst om huvudstaden Mexico City. Sonora Sinaloa ligger 37 meter över havet och antalet invånare är 189.
Terrängen runt Sonora Sinaloa är platt. Runt Sonora Sinaloa är det ganska tätbefolkat, med 67 invånare per kvadratkilometer. Närmaste större samhälle är Emigdio Ruiz, 15,5 km sydost om Sonora Sinaloa. Trakten runt Sonora Sinaloa består till största delen av jordbruksmark.